# Atacames
Atacames, también conocida como Santa Rosa de Atacames, es una ciudad ecuatoriana; cabecera del cantón homónimo, así como la cuarta urbe más grande y poblada de la Provincia de Esmeraldas. Se localiza al norte de la región litoral del Ecuador, asentada en una extensa llanura, a orillas del océano Pacífico, atravesada por el río Atacames, a una altitud de 6 m s. n. m. y con un clima lluvioso tropical de 25 °C en promedio.
Es famosa en todo el Ecuador por poseer una de las playas más grandes del Ecuador y una de las más cercanas a Quito; por lo que la mayoría de los habitantes de esta ciudad hacen de este balneario uno de los más concurridos y populares del país. En el censo de 2022 tenía una población de 18.948 habitantes, lo que la convierte en la sexagésima séptima ciudad más poblada del país. Forma parte del área metropolitana de Esmeraldas, pues su actividad económica, social y comercial está fuertemente ligada a Esmeraldas, siendo "ciudad dormitorio" para miles de trabajadores que se trasladan a aquella urbe por vía terrestre diariamente. El conglomerado alberga a más de 250.000 habitantes, siendo una de las principales conurbaciones del Ecuador.
Sus orígenes datan del siglo XVI, pero es a mediados del siglo XX, debido a su privilegiada ubicación geográfica, cuando presenta un acelerado crecimiento demográfico hasta establecer un poblado urbano; que sería posteriormente, uno de los principales núcleos urbanos de la provincia. Es uno de los más importantes centros administrativos, económicos, financieros y comerciales de Esmeraldas. Las actividades principales económicas de la ciudad son: la industria camaronera, el turismo, la pesca y el comercio.

## Toponimia
La ciudad lleva el nombre de "Atacames" desde la época prehispánica, porque estaba habitada por aborígenes de la cultura tacames o atacames

## Historia

### Época prehispánica y conquista
El asentamiento de Atacames estuvo poblado durante el período colonial por la etnia de los atacames que parecen haber compartido la misma lengua y cultura con los esmeraldeños. Según el historiador ecuatoriano Federico González Suárez las tribus que poblaron la provincia no fueron dominadas por la invasión de los incas y permanecían independientes cuando los españoles llegaron desde Panamá. Bartolomé Ruiz llegó al lugar el 4 de septiembre de 1526, descubriendo que Atacames era el poblado más grande de la zona. Francisco Pizarro pasó por Atacames en 1531. En 1560, el capitán Juan de Olmos llegó de Portoviejo con 100 soldados y fundó Atacames sobre el poblado indígena que encontraron los españoles en 1526. Los misioneros Miguel Cabello y Juan de Cáceres construyeron la primera capilla y algunas cabañas en 1577. Por una epidemia en 1589, la capital de la Gobernación de Esmeraldas pasó de Esmeraldas a Atacames interinamente.

### Combate naval de Atacames
Se libró en la bahía de Atacames, los días 1 y 2 de julio de 1594, entre españoles e ingleses. El barco inglés The Dainty, comandado por sir Richard Hawkins, se presentó en el puerto de Chincha el 4 de junio, retirándose al notar que los españoles se preparaban para el combate.
Los españoles, que vigilaban al corsario, enviaron tres naves con 74 cañones y 300 tripulantes comandadas por Beltrán de Castro, que salieron del puerto del Callao en su persecución. El 1 de julio, al doblar la punta de Súa, junto a Atacames, los españoles encontraron al The Dainty, contra el que iniciaron un combate que tuvo que suspenderse al llegar la noche, continuando la mañana siguiente. El barco inglés fue abordado y la tripulación se rindió con la condición de que se respetara sus vidas.
Los ingleses, que eran 120 según historiadores españoles, o 75 según el capitán del The Daínty; tuvieron en sus filas 27 muertos y 17 heridos. Los ingleses fueron llevados a Lima, donde al enterarse de la noticia del triunfo, el 14 de septiembre, se celebraron grandes fiestas. Se habló de quemar a los piratas como herejes, pero no se hizo y Hawkins fue enviado a España donde fue a prisión por un largo tiempo.
Este combate fue inmortalizado por el famoso escritor Lope de Vega en su Dragontea; por Luis Antonio de Oviedo en el poema Santa Rosa de Lima, y por Pedro de Peralta Barrionuevo en su Lima fundada.

### SiglosXVIIyXVIII
En 1740 Atacames no tenía sino 24 familias, es decir un centenar de habitantes, (120 personas) demostrando que se había despoblado en relación con los 200 habitantes de 9 años antes. En ese grupillo dos familias, los Vallejo y los Luna, se consideraban nobles en el pueblo, que siendo el más importante revela unas 10 familias blancas, unas 10 de indios y apenas 4 familias negras: las de Pedro Coerpa, Juan Jame, Salvador Manguanche y la de Manuel Peleagozo, que son sin duda los apellidos negros o afro?mestizos más antiguos de la provincia y que de seguro se remontarían a 1640 y en el caso de los Manguanches posiblemente al grupo de Illescas.
La falta de caminos seguros mantuvo a la provincia aislada hasta fines del siglo XVIII. El primero que trabajó en la empresa de comunicar Esmeraldas con la sierra fue don Pedro Vicente Maldonado que dedicó siete años a abrir un camino de herradura que partía desde Cotocollao y continuaba por Nono hasta establecer un embarcadero en la confluencia de los ríos Caone y Blanco, mérito que lo convirtió en el único Gobernador y Teniente de Atacames, recibiendo el título en nombre del Rey Felipe V de España. Tenía 2.000 habitantes y la capital era la antigua población de Esmeraldas, que se ubicaba en el punto donde el río Viche desemboca en el río Esmeraldas.

### Época republicana
La Ley de División Territorial del 29 de mayo de 1861 se crea la parroquia de "Santa Rosa de Atacames", perteneciente al Cantón Esmeraldas. A fines del siglo XIX, la población empezó a decrecer, y en 1909, Atacames contaba solamente con 150 habitantes; pero, a mediados del siglo XX, la población volvió a crecer, gracias al movimiento turístico que había empezado a surgir. Fue declarada Cantón de la Provincia de Esmeraldas, el 21 de noviembre de 1991.

## Política
Territorialmente, la ciudad de Atacames está organizada en una sola parroquia urbana, mientras que existen 4 parroquias rurales con las que complementa el aérea total del Cantón Atacames. El término "parroquia" es usado en el Ecuador para referirse a territorios dentro de la división administrativa municipal.
La ciudad y el cantón Atacames, al igual que las demás localidades ecuatorianas, se rige por una municipalidad según lo previsto en la Constitución de la República. El Gobierno Autónomo Descentralizado Municipal de Atacames, es una entidad de gobierno seccional que administra el cantón de forma autónoma al gobierno central. La municipalidad está organizada por la separación de poderes de carácter ejecutivo representado por el alcalde, y otro de carácter legislativo conformado por los miembros del concejo cantonal.
La Municipalidad de Atacames, se rige principalmente sobre la base de lo estipulado en los artículos 253 y 264 de la Constitución Política de la República y en la Ley de Régimen Municipal en sus artículos 1 y 16, que establece la autonomía funcional, económica y administrativa de la Entidad.

### Alcaldía
El poder ejecutivo de la ciudad es desempeñado por un ciudadano con título de Alcalde del Cantón Atacames, el cual es elegido por sufragio directo en una sola vuelta electoral, sin fórmulas o binomios en las elecciones municipales. El vicealcalde no es elegido de la misma manera, ya que una vez instalado el Concejo Cantonal se elegirá entre los ediles un encargado para aquel cargo. El alcalde y el vicealcalde duran cuatro años en sus funciones, y en el caso del alcalde, tiene la opción de reelección inmediata o sucesiva. El alcalde es el máximo representante de la municipalidad y tiene voto dirimente en el concejo cantonal, mientras que el vicealcalde realiza las funciones del alcalde de modo suplente mientras no pueda ejercer sus funciones el alcalde titular.
El alcalde cuenta con su propio gabinete de administración municipal mediante múltiples direcciones de nivel de asesoría, de apoyo y operativo. Los encargados de aquellas direcciones municipales son designados por el propio alcalde. Actualmente, el Alcalde de Atacames es Willians Mendoza, elegido para el periodo 2023 - 2027.

### Concejo cantonal
El poder legislativo de la ciudad es ejercido por el Concejo Cantonal de Atacames el cual es un pequeño parlamento unicameral que se constituye al igual que en los demás cantones mediante la disposición del artículo 253 de la Constitución Política Nacional. De acuerdo a lo establecido en la ley, la cantidad de miembros del concejo representa proporcionalmente a la población del cantón.
Atacames posee 5 concejales, los cuales son elegidos mediante sufragio (Sistema D'Hondt) y duran en sus funciones cuatro años pudiendo ser reelegidos indefinidamente. De los cinco ediles, 2 representan a la población urbana mientras que 3 representan a las 4 parroquias rurales. El alcalde y el vicealcalde presiden el concejo en sus sesiones. Al recién instalarse el concejo cantonal por primera vez los miembros eligen de entre ellos un designado para el cargo de vicealcalde de la ciudad.

## Turismo
El turismo en una de las actividades más importantes de Atacames, por ende, desde los últimos años, se encuentra en constante cambio e innovación. La ciudad se encuentra con una creciente reputación como destino turístico por su privilegiada ubicación. A través de los años, Atacames ha incrementado notablemente su oferta turística; actualmente, el índice turístico creció gracias a la campaña turística emprendida por el gobierno nacional, "All you need is Ecuador". El turismo de la ciudad se enfoca en su belleza natural, interculturalidad, gastronomía, y deportes de aventura. El turismo de la ciudad se relaciona íntimamente con el resto del cantón; a través de los años ha continuado con su tradición comercial, y actualmente en un proceso fundamentalmente económico, apuesta al turismo, reflejándose en los cambios en el ornato de la ciudad. 
Atacames es la playa natural más grande del Ecuador y la más cercana a la capital, Quito; por lo que la mayoría de los habitantes de esta ciudad hacen de este balneario el más concurrido y popular del país. Atacames y sus alrededores ofrecen al turista amplias franjas de playa de arena gris, de varios kilómetros de extensión con marea baja, lo que ofrece un ambiente agradable para practicar deportes de arena o acuáticos, sobre todo el popular surf.
La ciudad tiene una gran vida nocturna, especialmente los fines de semana y durante las vacaciones, no faltan discotecas ni clubes de baile, que han servido de lanzamiento de los más recientes éxitos de todo tipo de música, salsa, merengue, reguetón.
Hay muchos tenderetes a lo largo de su colorido paseo marítimo, unos con artesanía del país, muestras de joyería y otros para pasar el rato a orillas del mar, acompañado de buena música y bebidas como la caipiriña, una bebida brasileña hecha de ron mezclado con jugó de lima y mucho hielo. Tiene un amplio malecón donde encontramos buenos restaurantes al aire libre, con lo mejor de la comida típica de la región. Junto a la playa, numerosos bares ofrecen bebidas típicas a base de agua de coco, principalmente. Ahí nunca se duerme los bares, que se encuentran en la playa, te permite beber las mejores bebidas exóticas que puedas imaginarte y bailar toda la noche sin parar, es ideal escuchar la música y oír como las olas chocan con la playa, como dando más ritmo a la música, fogatas y hamacas que se mueven en la noche permiten ver un espectáculo maravilloso. Cinco kilómetros más al sur
Las excursiones a lugares aledaños son asimismo muy populares entre los turistas; destaca la observación de ballenas jorobadas durante los meses de verano.

## Transporte
Para llegar a Atacames se puede acceder por la moderna Autopista del Sol, tramo Esmeraldas, que comunica con la vía a Quito. Un aspecto interesante para los turistas es utilizar como medios de transporte los populares mototaxis para desplazarse entre comarcas.
El transporte público es el principal medio transporte de los habitantes de la ciudad, tiene un servicio de bus público interparroquial e intercantonal para el transporte a localidades cercanas. Las principales avenidas de la ciudad están asfaltadas o adoquinadas, aunque algunas están desgastadas y el resto de calles son lastradas y se encuentran en mal estado, principalmente en los barrios nuevos que se expanden en la periferia de la urbe.

#### Avenidas importantes
- Vía del Pacífico
- Roberto Cervantes
- Malecón
- 21 de noviembre

## Cultura

### Educación
La ciudad no cuenta con buena infraestructura para la educación. La educación pública en la ciudad, al igual que en el resto del país, es gratuita hasta la universidad (tercer nivel) de acuerdo a lo estipulado en el artículo 348 y ratificado en los artículos 356 y 357 de la Constitución Nacional. Varios de los centros educativos de la ciudad cuentan con un gran prestigio. La ciudad está dentro del régimen Costa por lo que sus clases inician los primeros días de abril y luego de 200 días de clases se terminan en el mes de febrero. La infraestructura educacional presentan anualmente problemas debido a sus inicios de clases justo después del invierno, ya que las lluvias por lo general destruyen varias partes de los plantes educativos en parte debido a la mala calidad de materiales de construcción, especialmente a nivel marginal.

### Gastronomía
Sobre todo destacan los mariscos y los productos marinos en general. Muy solicitados son el popular encocado de pescado, el ceviche de camarones, el tradicional ceviche de concha y la corvina apanada, así como también un innumerable bufet de platillos elaborados con productos propios del sector.

## Economía
Su principal fuente de economía son la pesca y el turismo, en torno al cual se desarrollan un sinnúmero de actividades comerciales y de recreación. La actividad comercial y los beneficios que brindan se ven también a nivel corporativo, las oportunidades del sector privado al desarrollar modelos de negocios que generen valor económico, ambiental y social, están reflejadas en el desarrollo de nuevas estructuras, la inversión privada ha formado parte en el proceso del crecimiento de la ciudad, los proyectos inmobiliarios, urbanizaciones privadas, y oficinas, han ido en aumento, convirtiendo a la ciudad en un punto estratégico y atractivo para hacer negocios en la provincia.

## Medios de comunicación
La ciudad posee una red de comunicación en continuo desarrollo y modernización. En la ciudad se dispone de varios medios de comunicación como prensa escrita, radio, televisión, telefonía, Internet y mensajería postal. 
- Telefonía: Si bien la telefonía fija se mantiene aún con un crecimiento periódico, esta ha sido desplazada muy notablemente por la telefonía celular, tanto por la enorme cobertura que ofrece y la fácil accesibilidad. Existen 3 operadoras de telefonía fija, CNT (pública), TVCABLE y Claro (privadas) y cuatro operadoras de telefonía celular, Movistar, Claro y Tuenti (privadas) y CNT (pública).

- Radio: En la localidad existe una gran cantidad de sistemas radiales de transmisión nacional y local, e incluso de cantones vecinos.

- Medios televisivos: La mayoría de canales son nacionales, aunque se ha incluido canales locales recientemente. El apagón analógico se estableció para el 31 de diciembre de 2019.

## Deporte
La Liga Deportiva Cantonal de Atacames es el organismo rector del deporte en todo el Cantón Atacames y por ende en la urbe se ejerce su autoridad de control. El deporte más popular en la ciudad, al igual que en todo el país, es el fútbol, siendo el deporte con mayor convocatoria. El Atacames Sporting Club, es el único equipo atacameño activo en la Asociación de Fútbol No Amateur de Esmeraldas, que participa en el Campeonato Provincial de Segunda Categoría de Esmeraldas. Al ser una localidad pequeña en la época de las fundaciones de los grandes equipos del país, San Lorenzo carece de un equipo simbólico de la ciudad, por lo que sus habitantes son aficionados en su mayoría de los clubes guayaquileños: Barcelona Sporting Club y Club Sport Emelec. 
El principal recinto deportivo para la práctica del fútbol es el Estadio Walter Aparicio. Está ubicado en la avenida de Las Acacias y Roberto Cervantes. Es usado mayoritariamente para la práctica del fútbol, y allí juega como local el Atacames Sporting Club; tiene capacidad para 1.500 espectadores. El estadio es sede de distintos eventos deportivos a nivel local, así como es escenario para varios eventos de tipo cultural, especialmente conciertos musicales.